# Playa de Biniancolla
Biniancolla es una playa situada en el término municipal de San Luis, en la isla española de Menorca. Situada al sureste de Menorca, se encuentra entre Binibeca y Punta Prima. Biniancolla cuenta con un pequeño núcleo de población, con casas turísticas tradicionales, mientras que el resto de su territorio está ocupado por chalets turísticos y un gran hotel, además de cierta zona boscosa. De perfil eminentemente turístico, apenas cuenta con habitantes durante los meses invernales.[cita requerida]
- Datos: Q5728756